# Pădurea Hoia-Baciu
Pădurea Hoia-Baciu este o pădure situată în partea vestică a municipiului Cluj-Napoca, în apropierea secției în aer liber a Muzeului de Etnografie din Cartierul Grigorescu.

## Geografie
Pădurea se întinde pe o suprafață de aproximativ 3 kilometri pătrați. Granița sa sudică este culmea orientată în direcția est-vest a dealului care delimitează valea râului Someșul Mic și nu conține panta sudică abruptă a dealului. La nord, pădurea se termină pe o pantă mai lină, care întâlnește râul Nadăș.
Capătul estic al pădurii este dat de Tăietura Turcului, o vale artificială care împarte dealul de la nord la sud și care conține o stradă cu același nume. Capătul vestic al pădurii atinge versantul nord-estic al Dealului Melurilor, în apropiere de Pădurea Mujai, care se extinde mai spre vest. Valea Bongar se întinde de-a lungul capătului sudic al acestei părți, care conține o pădure de stejar pufoasă unică pentru stepa sudică. O parte a capătului nord-estic al pădurii este mărginită de Valea Lungă, care trece prin calcarul eocen și formează Cheile Baciului. Există mai multe izvoare cu apă potabilă la marginea de nord a pădurii, în Valea Lungă.

## Biodiversitate

### Floră
Pădurea Hoia este o pădure mixtă de stejar pufos, carpen, corn, alun, salcâm, gorun, pin silvestru, pin negru, tei, arțar, măr sălbatic și peri sălbatici. Sunt prezente și plante de mici dimensiuni precum rușcuța de primăvară, salvia transsylvanica, stipa pulcherrima, viola jooi, centaurea atropurpurea, cephalaria radiata și măseaua ciutei.

### Faună
Sunt prezente în pădure animale terestre precum șoarecele de câmp, pisica sălbatică, veverița, mistrețul, iepurele de câmp sau gușterul, dar și zburătoare precum liliacul, cucul, gaița, pițigoiul mare, pițigoiul albastru, mierla, țicleanul, cinteza sau cucuveaua.

## Conservare
O suprafață de 12 hectare din Pădurea Hoia acoperită de stejar pufos este arie protejată Natura 2000. În ciuda acestui lucru, situl este afectat adesea de defrișări ilegale.

## În cultura populară
Pădurea Baciu a căpătat notorietate datorită asocierii ei cu fenomene paranormale. În anii 1950, biologul Alexandru Sift a susținut că a fotografiat mai multe „forme ciudate, cu aspect nebulos”. Fotografiile nu au fost niciodată publicate. Ulterior, chimistul Adrian Pătruț a publicat mai multe materiale despre apariția unor fenomene paranormale în pădure cu legături cu „proiectări subconștiente ale unor energii psihice”. Cercetarea lui Pătruț este de natură pseudoștiințifică, neavând la bază observații sau date concrete.
Pădurea a ajuns cunoscută la nivel mondial când, în anul 1968, tehnicianul militar Emil Barnea a fotografiat ce susținea el că erau OZN-uri în Poiana Rotundă, în partea vestică a pădurii. De atunci, s-au propagat mai multe mituri despre evenimente asociate pădurii, cum ar fi cel că o fată ar fi dispărut în pădure și ar fi reapărut cinci ani mai târziu în aceeași locație fără să-și amintească nimic din perioada respectivă. Un alt mit spune că ar exista anomalii geomagnetice în zona pădurii, care sunt responsabile pentru descărcarea bruscă a aparatelor electronice și pentru diverse efecte psihologice negative pe care le-ar suferi persoanele care străbat pădurea. Cu toate astea, nu există vreo dovadă că vreunul din miturile care circulă despre pădure ar avea vreo bază reală.

## Galerie de imagini

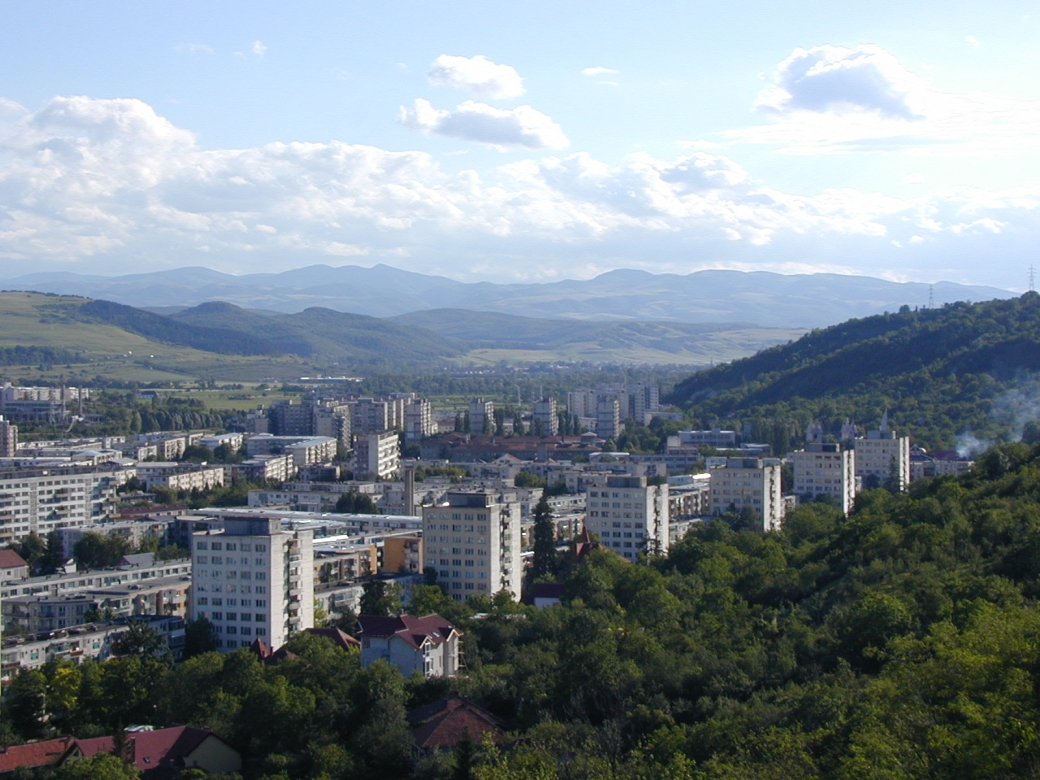
Cartierul Grigorescu și Pădurea Hoia
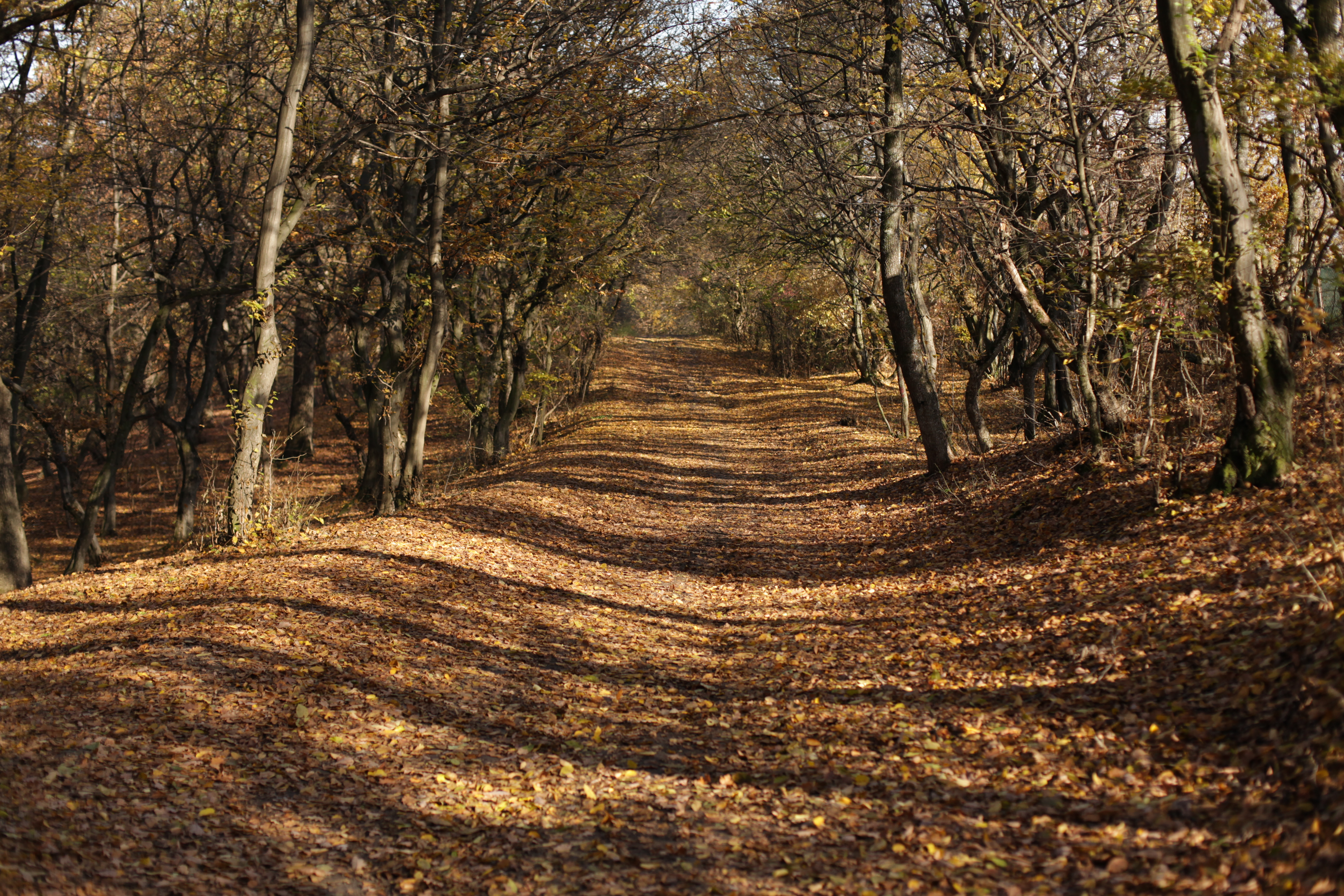
Potecă din pădure
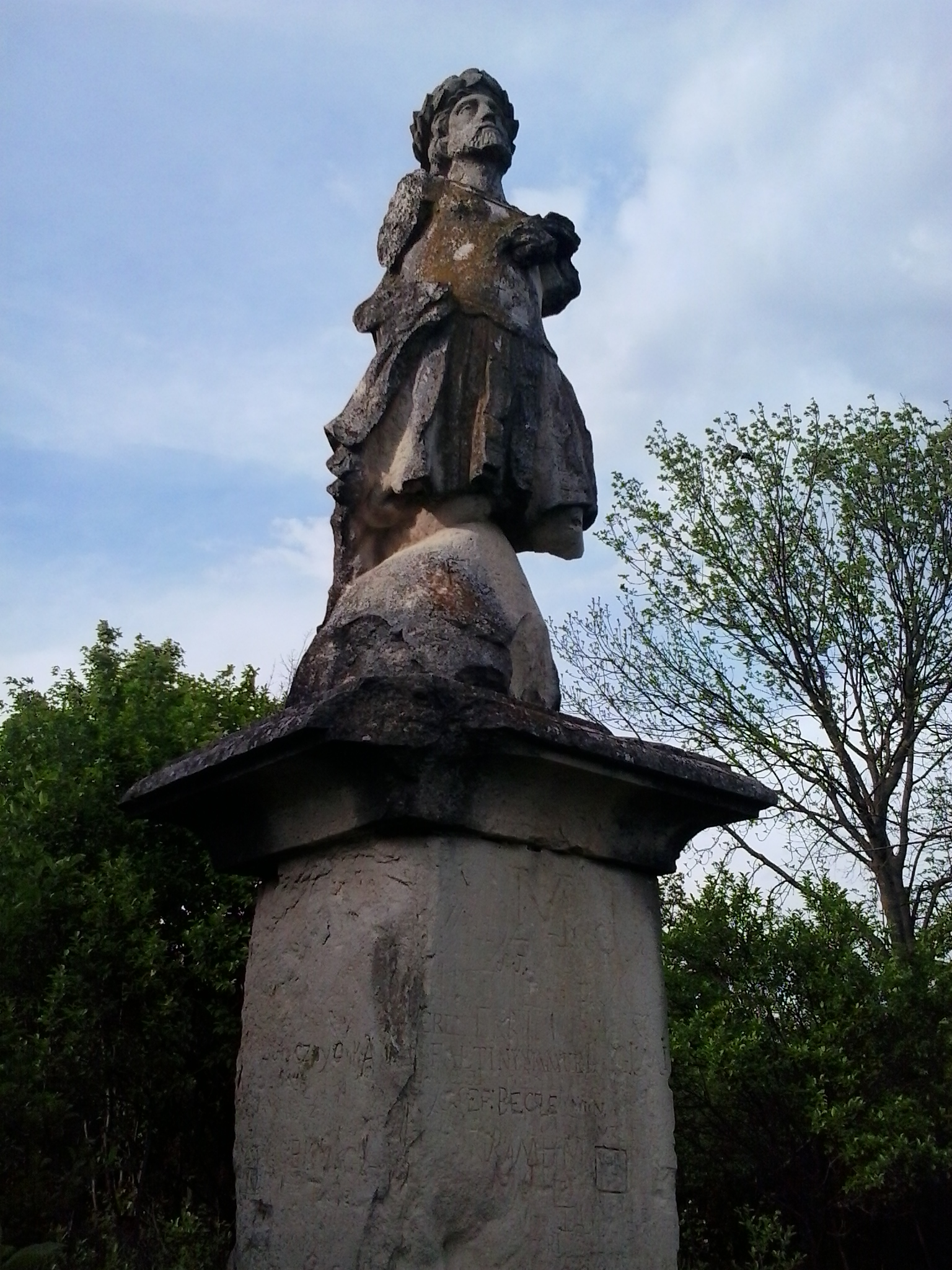
Statuia sfântului Donath